# 谷口敬
谷口 敬（たにぐち けい、1955年(昭和30年)5月6日 - ）は、日本の漫画家。
山形県上山市出身。鶴岡工業高等専門学校電気工学科卒業。デビュー時のペンネームは野島 みちのり。本名の木村 二三夫名義、また、平田 のりお、谷口 敬子 のペンネームを使用したこともある。ペンネームの由来は、山形放送ラジオで若者向け番組のパーソナリティを務めていた谷口圭から。

## 経歴
萩尾望都に影響を受けて漫画家を志す。1979年、エロ劇画誌『漫画エロジェニカ』に掲載の『扉の少女』でデビュー。同誌を発行していた海潮社は程なく倒産してしまうが、豊島ゆーさくの推薦で檸檬社発行のエロ劇画誌『漫画大快楽』に招かれ、初期の代表作となる『水の戯れ』を発表するなど、漫画家としての経歴を本格的にスタートさせる。
1980年代、ロリコンブームの中、2大ロリコン誌とされる『レモンピープル』（あまとりあ社）および『漫画ブリッコ』（白夜書房）で活躍したほか、類似する刊行物でも作品を執筆。内山亜紀、吾妻ひでおらとともにロリコン漫画のムーブメントを創りあげた。
成人向け漫画誌での実績を積み重ねるとともに、全年齢向け美少女漫画誌『プチアップルパイ』（徳間書店）や、ニューウェーブ系漫画誌『季刊コミックアゲイン』（日本出版社）などでも作品を発表。一般向け青年漫画誌にも進出し、『週刊少年チャンピオン増刊 ヤングチャンピオン』（秋田書店）にて『メヌエット』が掲載された。また、その画力が高く評価され、漫画情報誌『COMIC BOX Jr.』（ふゅーじょんぷろだくと）でイラスト講座『美少女の描き方教えます』/『美少女イラスト講座』を連載した。
1980年代後半からは、桜桃書房発行の成人向けアンソロジーコミックなどで活躍。
デビューから2000年頃までは成人向け、青年向けの漫画を中心に活動していたが、観賞魚の飼育情報誌である『アクアライフ』（マリン企画）でのイラスト担当、『エンジョイアクアリウム』（笠倉出版社）での解説漫画『熱帯魚がやって来た！』連載や、ダイエット誌『FYTTE』（学習研究社）、BL誌『JUNE』（マガジン・マガジン）、大陸書房発行のホラー漫画誌での執筆など、多彩な仕事をこなしている。さらに、他作家のアシスタントとして歴史漫画に携わった後、自身でも描くようになる。
2000年代に入ってからは多数の歴史漫画を手がけ、『その時歴史が動いた』シリーズ（ホーム社）などで活躍。学習漫画分野での漫画家としても知られるようになった。
2017年、東京のカップ麺ギャラリーにて原画展を開催。当初は9月24日から10月29日までの予定であったが、好評につき11月11日まで延長され、多くのファンが訪れた。

## 主な作品

### 単行本
- 水の戯れ（檸檬社、1982年）
- フリップ・フロップ（久保書店、1983年 - 1985年、全3巻）
- 無言歌・谷口敬の世界（けいせい出版、1983年）
  - メヌエット（けいせい出版、1988年） ※収録作品は『無言歌・谷口敬の世界』と同一
- 水の戯れ（東京三世社、1985年）
- アントニーとクレオパトラ 〈原作：シェークスピア〉（桜桃書房、1989年）
- キュリー夫人の生涯（桜桃書房、1993年）
- EMBLEM（ヒット出版社、1993年）
- 巨乳の都（シュベール出版、1994年）
- 義娘（桜桃書房、2001年） ※平田のりお名義
- 水の戯れ（英知出版、2003年）